# Thorella
Thorella is een geslacht van kreeftachtigen uit de klasse van de Malacostraca (hogere kreeftachtigen).

## Soort
- Thorella cobourgi Bruce, 1982